# Westrich
Westrich (parfois Westerreich, ou Westerrych), en ancien français Wastriche, ou Vestric, est le nom d'une ancienne province du Saint-Empire. Le terme est attesté à partir du XIIIe siècle ; le cœur de ce territoire se situait dans la vallée de la Sarre, en incluant ses affluents, la Blies, l'Albe et la Nied allemande. Ses limites, qui ont fluctué dans le temps, étaient situées à l'est, le long des Vosges du nord et du Pfälzerwald, à l'Ouest le long de la Moselle entre Sierck et Saarburg, au sud le long de la vallée de la Seille au nord, le long de la Nahe. Dans le Saint-Empire, le Westrich constitue une véritable mosaïque de territoires ; ces derniers sont partagés entre de nombreuses seigneuries, dont les duchés de Lorraine, de Palatinat-Deux-Ponts, de Luxembourg, ainsi que l'évêché de Metz, l'archevêché de Trèves, l'électeur palatin, les comtés de Nassau-Sarrebruck, de Veldenz, de La Petite-Pierre et de Deux-Ponts-Bitche. La dénomination « Westrich » est lentement tombée en désuétude après les ravages causés à cette province par la Guerre de Trente ans. C'est aujourd'hui une « province fantôme » que recouvrent les territoires actuels du Land allemand de Sarre, le Nord-Est de la Moselle en incluant Dieuze, l'Alsace bossue, et le sud-ouest du Palatinat (Südwestpfalz).

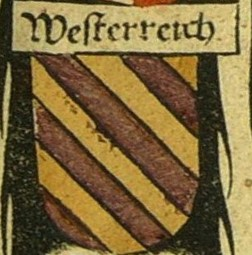
Le blason du Westrich (Le Saint-Empire avec l'ensemble de ses territoires de Jost de Negker, d'après une gravure sur bois de Hans Burgkmair l'ancien, 1510)

## Définition et limites

### Le Westrich et son contexte auXVIesiècle
Les limites du Westrich sont d'autant plus imprécises qu'elles ont relativement fluctué au cours des siècles. La carte la plus ancienne est semble-t-il celle que Martin Waldseemüller élabore à une date non connue mais antérieure à 1508 dans l'atelier du Gymnase de Saint-Dié et publiée par Jean Schott à Strasbourg en 1513 ; le cartographe, au service du duc de Lorraine René II, y représente de manière indicative les provinces respectives du Westrich (VASTI REGNI DOMINI) et du duché de Lorraine (LOTHARINGIE DUCATUS), ainsi nommés dans leurs blasons situés en haut de la carte.
Les deux provinces étant figurées dans une perspective allant du Nord vers le sud, les Vosges se trouvent à gauche ; à droite et en bas de la carte figurent des blasons de divers comtés du duché de Lorraine et du Westrich:
Pour le Westrich :
- au sud
  - Blâmont
  - Rechicourt
  - Salm
- au nord
  - Sarrewerden
  - Sarrebruck
  - Deux-Ponts

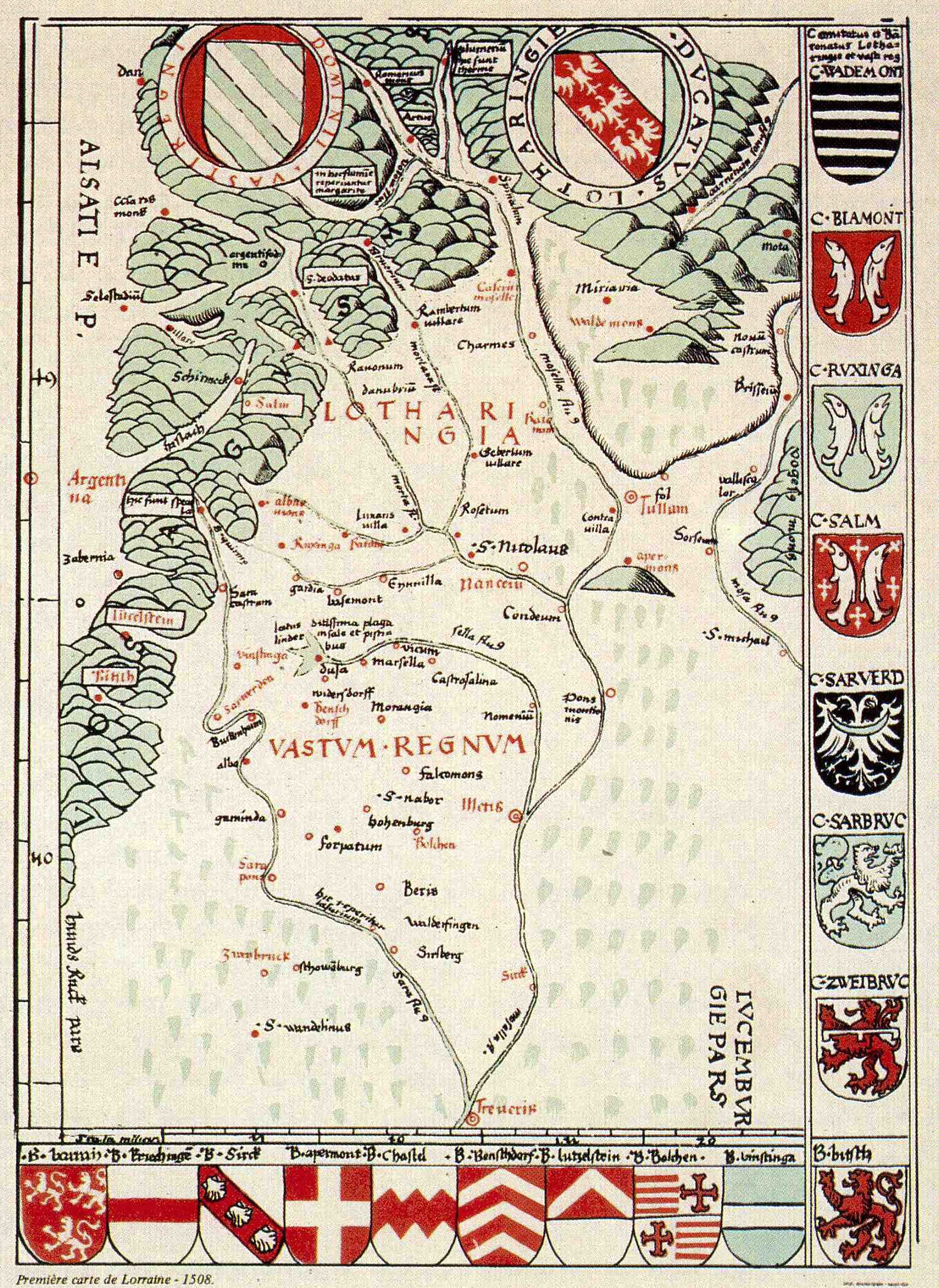
Le Westrich (Vastum Regnum) en tant qu'espace voisin du duché de Lorraine (Lotharingia) et situé au nord de la Seille (Nord en bas de la carte). CarteRéalisée par Martin Waldseemuller

desquels est omis, peut-être pour des raisons politiques, le fief des comtes de Dabo, autour de Dagsbourg.
Y sont jointes sept baronnies:
- Parroy
- Sirck (Sierck)
- Benschdorf (Bénestroff)
- Lützelstein (La Petite-Pierre)
- Bolchen (Boulay)
- Vinstingen (Fénétrange)
- Bitsch (Bitche)

parmi lesquelles manque également une huitième, Kriechingen (Créhange).
La représentation de ce territoire semble avoir été plus culturelle et géographique, que politique et/ou seigneuriale ; il correspond aujourd'hui grosso modo aux territoires du Saulnois, de la Lorraine allemande, de l'Alsace Bossue, du Land de Sarre, et du sud-ouest du Land de Palatinat.

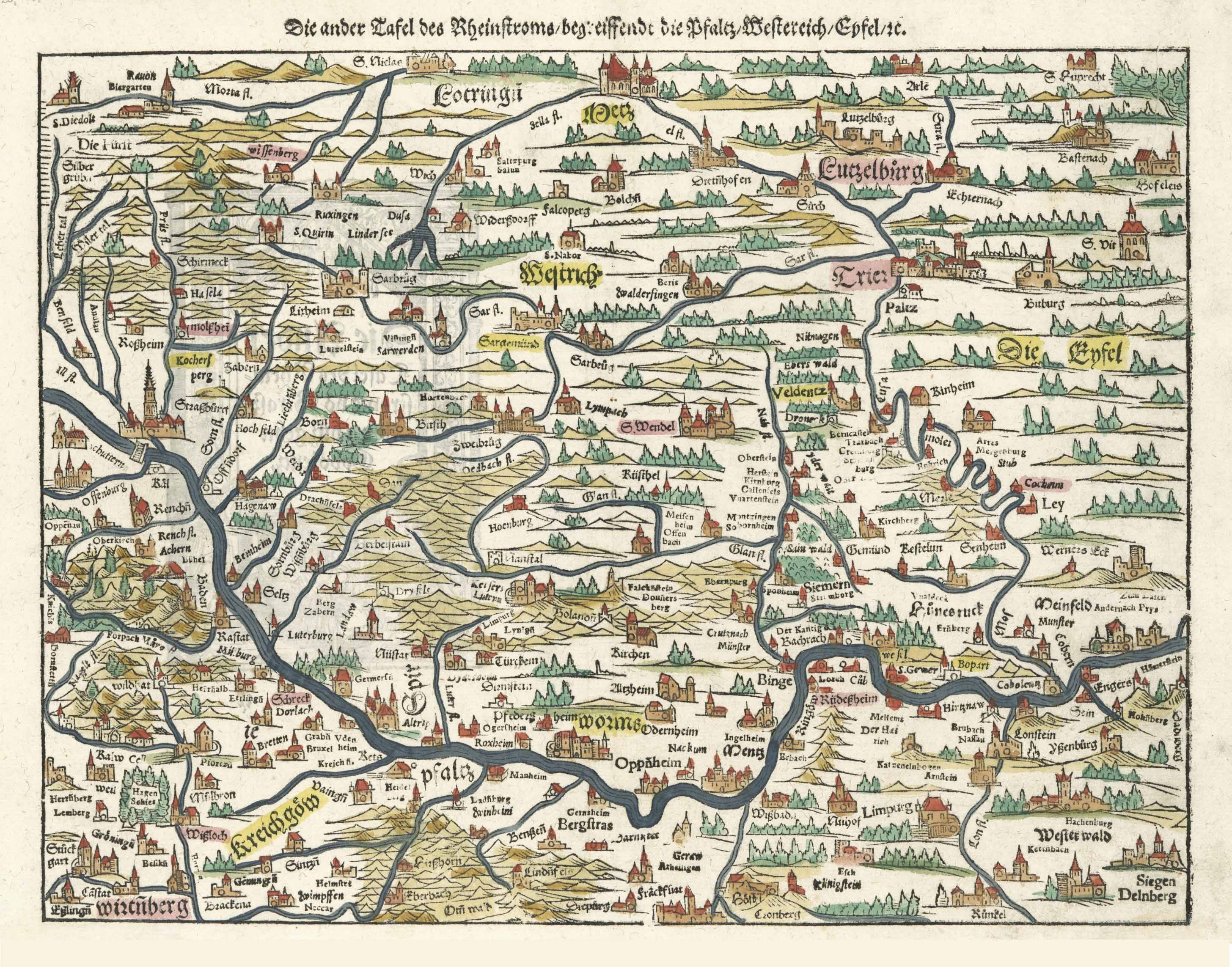
Carte de la vallée du Rhin incluant le Palatinat, le Westrich, l'Eifel (Sébastien Munster, vers 1550).

Une autre carte, réalisée par Sébastien Munster vers 1550, est intitulée Un autre tableau du fleuve Rhin, incluant le Palatinat, le Westrich et l'Eiffel, etc.
Le centre de l'ancienne province (où est inséré le terme Westrich), serait situé entre les localités de Sarrebourg (Sarburg), Bérus (Beris) et Vaudrevange (Walderfingen). Ses limites sud passeraient aux alentours de Saint Quirin (S. Quirin), Réchicourt-le-Château (Ruxingen), Dieuze (Dusa), Vic-sur-Seille (Wich), Château-Salins (Salzpurg, Salun) ; les limites occidentales avec le pays messin se feraient aux environs de Faulquemont (Falcoperg), de Boulay (Bolchñ) ; un peu plus au nord, près de Thionville (Dietñhofen) Sierck-les-Bains (Sirch) ; au nord, les repères sont davantage imprécis ; de la zone de confluence entre Sarre et Moselle les limites iraient schématiquement vers Saint-Wendel (S. Wendel) puis Kaiserslautern (Keiserslutern) ; A l'est, elle est plus évidente, située le long des collines du Pfälzerwald et des Vosges du Nord, aux abords de Zweibrücken (Zweibrug), Bitche (Bitsch), La-Petite-Pierre (Lutzelstein) et Lixheim.

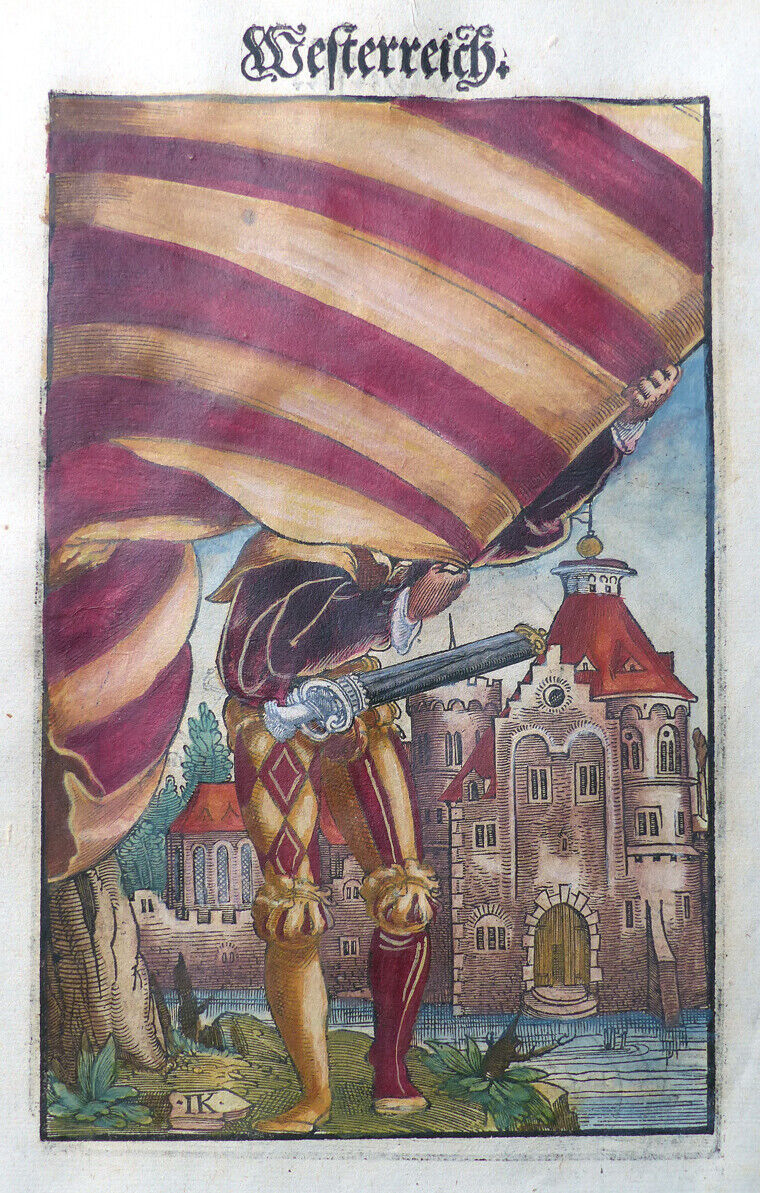
Porte-drapeau présentant la bannière du « Westerreich »

Les provinces environnantes indiquées sont respectivement : au sud, le duché de Lorraine (Lotringñ), à l'Ouest, la cité de Metz (ville livre d'Empire), le comté de Luxembourg (Lutzelburg) ; au nord, on trouve l'archiépiscopat de Trèves (Trier), l'Eifel au nord de la Moselle, et le comté de Veldenz (Veldentz), près de la Nahe ; à l'est, le Palatinat est indiqué entre la Lauter et la ville de Bingen, son centre est Worms.

### Le Westrich dans l'histoire contemporaine
Du côté aujourd'hui français, le Westrich a connu une relative survivance dans la « Lorraine allemande » (ou Moselle germanophone), dans la partie correspondant aux pays de Sarrebourg, de Sarreguemines, de la Nied Allemande, de la Warndt, du pays de Sierck, de l'ancien Comté de Deux-Ponts-Bitche, qui se trouvent aujourd'hui dans le département de la Moselle. L' emploi contemporain du terme Westrich, à part l'exception allemande, très restrictive par rapport à son emploi ancien, est restée utilisée par les historiens du Moyen-Âge et de la Renaissance, comme Henri Hiegel en France. Des colloques franco-allemands ayant pour thème le Westrich et son histoire ont fait se rencontrer des historiens de Moselle, de Sarre, d'Alsace bossue et du Palatinat-Ouest.
Du côté devenu allemand, le nom de Westrich reste parfois employé de nos jours par les habitants du sud de la Nahe et de l'ouest des crêtes de la Forêt Palatine pour désigner leur terroir, c'est-à-dire l'Est de la Sarre, le Bliesgau et le territoire autour de Saint-Wendel ainsi que l'intérieur de l'ancien département du Mont-Tonnerre au sud du Nahegau.

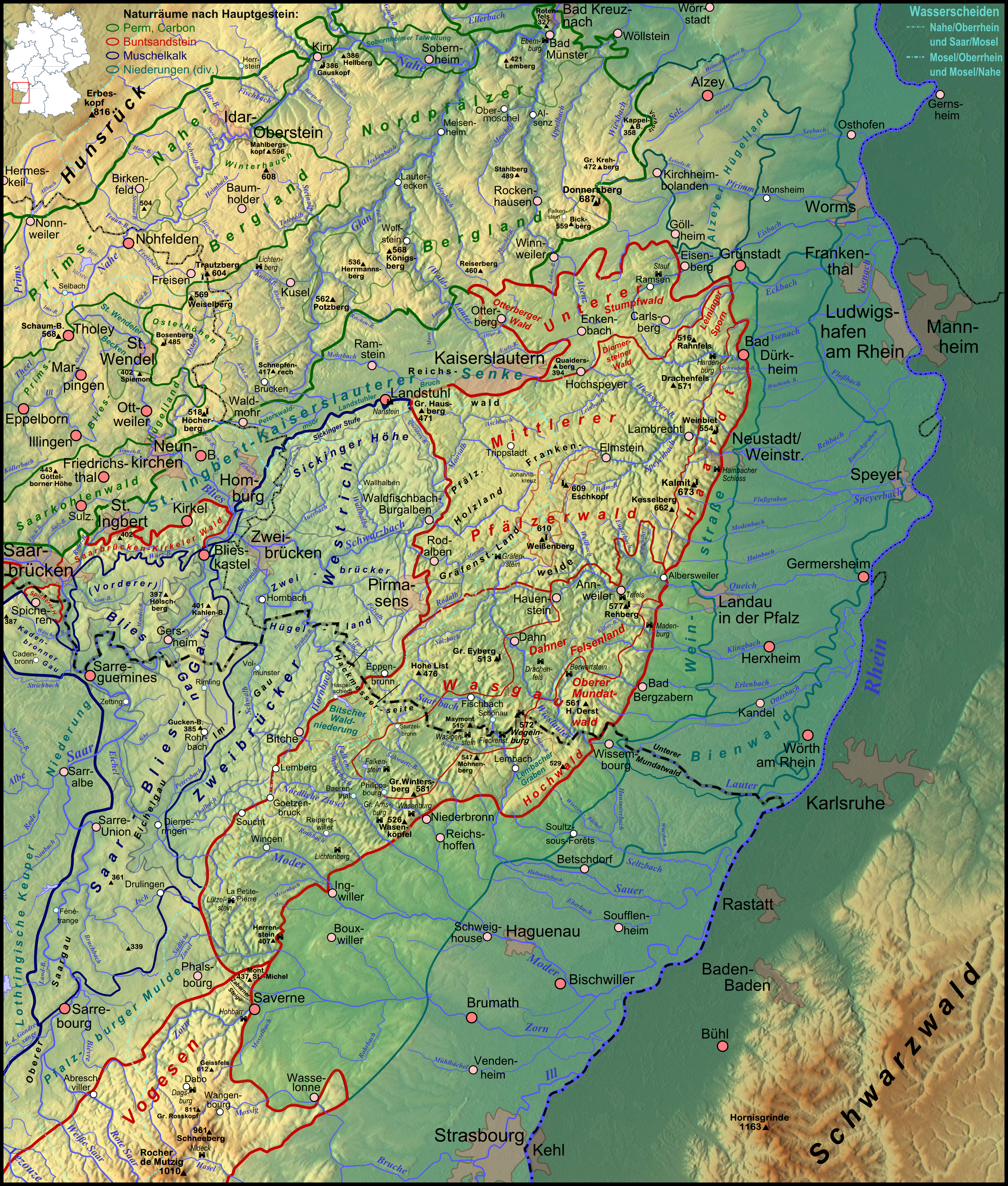
Carte allemande contemporaine reprenant le nom de Westrich en un sens restreint (Zweibrücker Westrich).

Dans une carte récente, on retrouve le terme dans un sens restreint, sous l'appellation de Zweibrücker Westrich, cette expression désignant un territoire qui s'étend entre Deux-Ponts et la crête du Pfälzerwald et des Vosges du Nord, l'est du Pays de Bitche, jusqu'à La-Petite-Pierre.

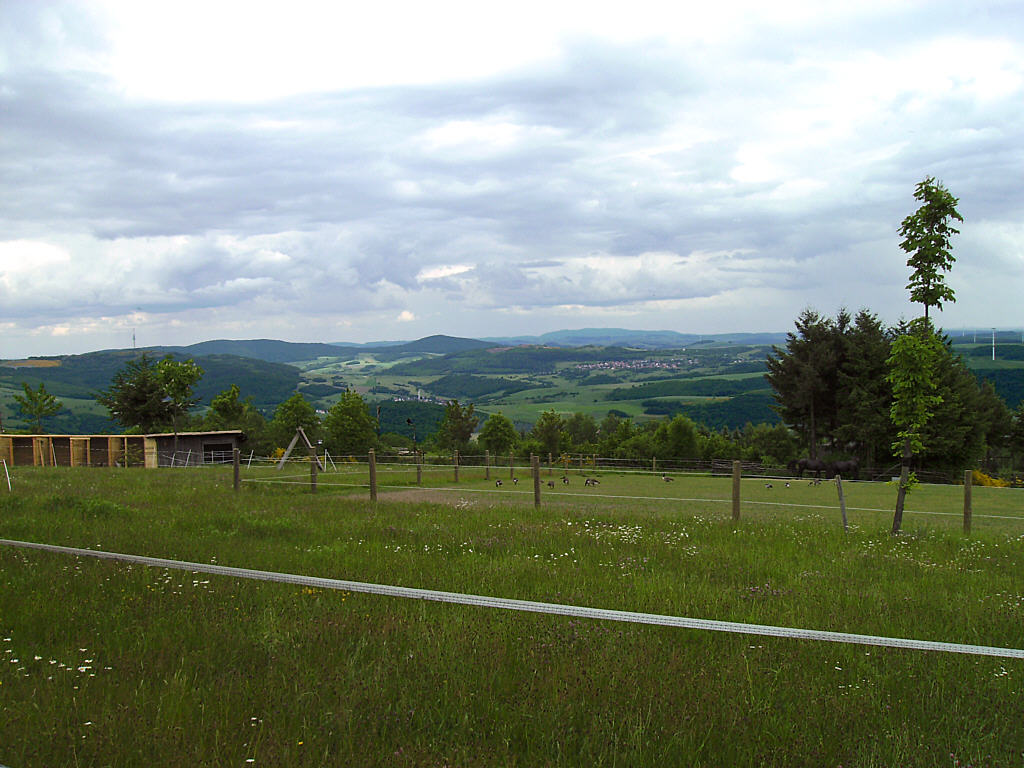
Paysage du Westrich.
Vue du mont Tonnerre depuis le Potzberg.

### Étymologie
Westrich est une forme de l'allemand contemporain Westerreich qui signifie « royaume de l'Ouest » ; sa structure est comparable à celle du terme Österreich, pour « royaume de l'Est » (« Austriche » en moyen français, puis Autriche). Emergé au XIIIe siècle, ce concept surgit alors comme un pendant à l'Autriche, à une époque où les Wittelsbach affirment leur puissance d'une part vers l'est sur la Bavière et d'autre part vers l'ouest sur le Palatinat en acquérant en 1394 le Palatinat-Deux-Ponts. Westrich et Autriche apparaissent ainsi comme les domaines voisins occidentaux et orientaux des Wittelsbach, sinon comme un affichage de leurs ambitions territoriales.
La traduction latine est Westrichia ou Westratia. Martin Waldseemuller, cartographe du Duc de Lorraine René II de Vaudemont et d'Anjou, le désigne par un jeu de mots Vastum Regnum, c'est-à-dire « Vaste Royaume » que connotent les sous-entendus de dévastation, vide et donc disponibilité, pour des raisons idéologiques, à savoir le présenter comme un domaine naturel d'annexion au duché de Lorraine et non comme part occidentale de l'Empire et de la province du Palatinat. Sa signification originelle d'« ouest du Palatinat » (= du Saint-Empire) est ainsi gommée.

### Blason
Le Westrich n'étant pas un fief bien délimité mais une mosaïque de fiefs devenue un enjeu de rivalités entre princes et seigneurs régionaux et locaux, les images varient. Des armoiries imaginaires lui ont été attribuées par une manière de revendication généalogique, à savoir coticé d'or et d'azur de huit pièces. Ce blason, revendiqué par René II de Lorraine comme antérieur à celui de la Maison de Lorraine, traduit un imaginaire reliant la Lotharingie à l'Austrasiedont les armoiries, tout aussi imaginaires mais reprises avec pour brisure une bordure de gueules par une Bourgogne prétendant reconstituer l'antique Lotharingie, étaient « bandé d'or et d'azur de six pièces ».De même, on retrouve dans un armorial plus tardif les armes du Westrich presque identiques à celles-ci de l'Austrasie, bandé d'argent et d'azur de six pièces.
Par ailleurs, le nom Westrich subsiste comme patronyme ; il est rare, et présent essentiellement dans l'aire recouvrant et environnant le territoire historique, soit en Allemagne, l'est de la Sarre et l'Ouest du Palatinat, et en France, en Lorraine et en Alsace.

## Histoire
Dans l'Antiquité, la partie ouest de la Belgique première est parcourue par la « via regalis » reliant Divodurum (Metz) à Mongotiacum (Mayence) et à Borbetomagus (Worms) en passant par la future Villa Luthra (Kaiserslautern). Elle croisait en l'actuel lieu-dit Champ noir (de), entre les actuels Sarrebruck et Hombourg, la route reliant Augusta Trevorum (Trèves), capitale des Gaules romaines ou sécessionnistes, et Argentoratum (Strasbourg) le long de la vallée du Saravus (Sarre) en passant par Martiaticum (Merzig) et Pons Saravi (Sarrebourg).

### Lefar-westdu Palatinat (880-1525)

Le Lion aux couleurs des Hohenstauffen apparaît en 1190 sur des monnaies de Conrad Ier et gagne une couronne avec la Bulle d'Or. Il a depuis été adopté par de nombreux cantons du Westrich allemand.

#### Une zone intermédiaire entre les centres de pouvoir
Ressort aux confins de la Germanie supérieure des cités des Trévires, qui occupent la basse Moselle, pour sa partie nord et des Médiomatriques, qui sont en amont, pour sa partie sud, puis respectivement des diocèses de l'archevêque de Trèves et de l'évêque de Metz, ce territoire sort du Haut Moyen Âge par ses marges :
- en 903, le franconien Gebhard, comte de Rheingau, attache à son domaine propre, cœur du futur Palatinat, le titre de Duc de Lotharingie, avec laquelle le futur Westrich fait la liaison ;
- en 982, Sarrebourg, étape commerciale vers l'Alsace, obtient de l'évêque de Metz la franchise de battre monnaie ;
- entre 1047 et 1048, l'Alsacien Adalbert, premier Duc de Lorraine, fait construire le château de Langenstein, base du comté de Salm ;
- en 1074, Conrad II le Salique, comte de Spire, fait de Lautern une cour impériale ;
- en 1152, Frédéric de Hohenstauffen en fait la résidence du Roi des Romains tout en installant son cadet, Conrad, à Heidelberg à la tête du Palatinat ;
- en 1179, le traité de Ribemont sépare le futur Westrich de la Haute-Lotharingie.

#### Développement et naissance du Westrich auXIIIesiècle
Le Westrich acquiert son nom au siècle suivant. C'est l'époque où Hasbourgs et Capétiens construisent leurs territoires nationaux et qui s'achève en 1299 par l'entrevue de Quatrevaux au cours de laquelle est fixée sur la Meuse la frontière entre Empire et Royaume.
Le terme lui-même de Westrich est mentionné dans un document de 1295, le plus ancien qui reste. Ses fiefs sont décrits dans de nombreux documents postérieurs dont, un siècle et demi plus tard, une carte de Nicolas de Cues, Westrichois de naissance. Ce nom, qui signifie en allemand royaume ou région de l'Ouest, indique un peuplement autour de quelques seigneuries agricoles et forestières, telle celle les Comtes sauvages (de) de Salm, et de quelques abbayes isolées, telle celle de Herbitzheim, organisé à partir de la rive droite du Rhin et Heidelberg, capitale du Bas-Palatinat ou Palatinat du Rhin.
À partir d'exploitations traditionnelles, s'y développent également au cours du XIIIe siècle, grâce aux inventions cent cinquante ans plus tôt du moulin à arbre à cames et du harnais pour cheval qui multiplie par deux la productivité du débardage, des centres industriels qui bénéficient des ressources en bois et en eau et fournissent les cours princières et épiscopales voisines en minerais et métaux, en papier et en sel, tel Marsal, en céramique et verre, tel Sarrebourg. En 1357, les comtes palatins font leur le palais impérial de Kaiserslautern. En 1394 Robert de Wittelsbach annexe une partie du comté de Deux-Ponts, renommée Palatinat-Deux-Ponts, une des cinq contrées du Palatinat, à l'ouest du Rhin.

#### Bouleversements sociaux clôturant le Moyen Âge

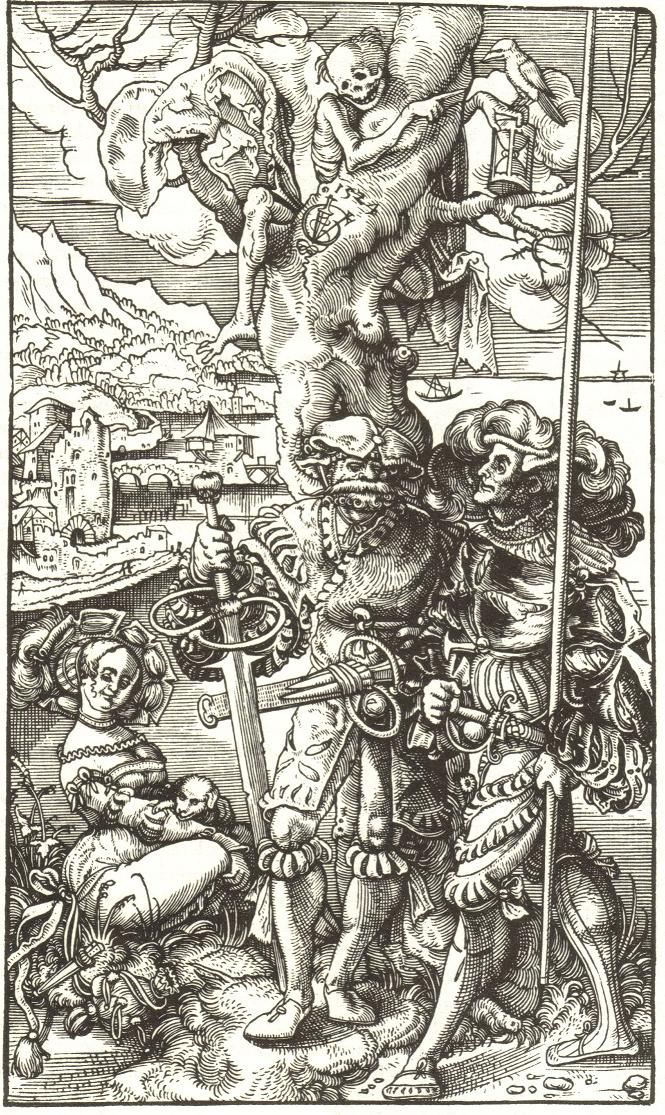
Mercenaires, prostitution et massacres sont, durant la guerre civile et religieuse, le sort des zones rurales et frontalières tels le Westrich, la Suisse, la Flandre.

Le développement économique et démographique ne va pas sans exacerber les conflits entre bourgeoisie et noblesse locale qui tâche parfois de ne pas déroger en prenant des charges de maître de forges ou maître verrier. Dès 1381, le château de Sarreck est incendié par les marchands de Sarrebourg. Quatre-vingt-trois ans plus tard, le 2 novembre 1464, le pouvoir central est obligé d'intervenir et le duc de Lorraine Jean d'Anjou et de Calabre prend Sarrebourg pour en faire une garnison permanente.
Le déclassement face à la bourgeoisie triomphante de la petite noblesse, incapable de subvenir à l'ost et réduite à la rapine et à la vendetta qui s'ensuit, concurrencée par la piétaille des lansquenets et Suisses au service de riches banquiers, tentée par la sécularisation des biens du clergé et encouragée par la contestation luthérienne, provoque la mutinerie des chevaliers du Palatinat (de). Elle est conduite durant les années 1522 et 1523 dans le Westrich par un syndicat constitué, à l'instar de la Ligue de Souabe, autour de Franz von Sickingen, seigneur de château de Nanstein (de). Cette année de violence marque un effondrement de l'ordre social et un coup d'arrêt à la prééminence du comte palatin et de l'Électeur, Prince Archevêque de Trèves, dans la région.
Elle est suivie en 1525 par le « chambardement d'Herbitzheim », lieu de rassemblement des « paysans » du Bliesgau, du Saargau et du bailliage allemand de la Lorraine partant rejoindre à Saverne Érasme Gerber dans sa guerre des Rustauds. La répression menée par le duc Antoine confère à celui-ci aux yeux de ses pairs impériaux une légitimité à établir dans une région réputée ensauvagée au sein du Cercle du Rhin un ordre au secours duquel se portera très vite la Contre-Réforme.

### LeVastum Regnumet le duché de Lorraine (1526-1659)

#### L'expansionnisme lorrain
Dès lors, la partie vosgienne du Westrich devient l'objet de l'expansionnisme progressif et systématique du duché de Lorraine, déjà présent dans la partie aval depuis le condominium sur Merzig conclu en 1368 par Raoul le Vaillant avec l'archevêque de Trèves. La pression des ducs de Lorraine se renforce considérablement à la suite de la Guerre des Paysans, de la conception progressive d'un catholicisme de combat, et d'une « frontière de catholicité » ; l'unicité et la complémentarité interne du Westrich succomberont lors de la phase la plus terrible, le conflit européen de la Guerre de Trente Ans. Tombent successivement dans le ban de la maison de Lorraine, en accroissant son bailliage allemand jusqu'aux frontières franco-allemandes actuelles et le tiers aval de l'actuel land de Sarre :
- en 1527, le comté de Sarrewerden ;
- en 1560, le comté de Blâmont ;
- en 1562, - la ville de Sarrebourg militairement occupée depuis un siècle,
  - la ville de Sarralbe ;
- en 1571, le comté de Deux-Ponts-Bitche ;
- en 1576, la châtellenie de Hombourg-Saint-Avold, achetée en 1581 directement par le duc de Lorraine, Charles III ;
- en 1584, Phalsbourg ;
- en 1591, par mariage, une moitié indivise du comté de Salm ;
- en 1593, Marsal ;
- en 1600, Turquestein ;
- en 1623, Lixheim ;
- en 1629, le comté de Sarrewerden est militairement confisqué par son suzerain.

#### La Réforme et le partage du Westrich
Cette annexion de 1629, avec celle de Bockenheim, est entérinée par un accord avec les Nassau protestants. En 1556, durant le concile de Trente, la Réforme luthérienne avait été introduite par des prédicateurs proches du coprince Adolf de Nassau en Sarrewerden, en conflit avec le duc de Lorraine, dans le comté de Sarrewerden. C'est l'origine de son rattachement futur à l'Alsace. La réforme concernait l'éducation, en ouvrant des établissements, le culte, en formant les prêtres, l'administration, en en éliminant les catholiques, et les mœurs, en interdisant les fêtes telles que les feux de la Saint-Jean. En 1575, c'est le comté de Sarrebruck, nouvellement dirigé par Philippe IV de Nassau-Weilbourg, qui avait été réformé par le prédicateur Gebhardt Beilstein. L'annexion de 1629 expose donc les habitants du comté à la Contre-Réforme.

#### La guerre de Trente Ans

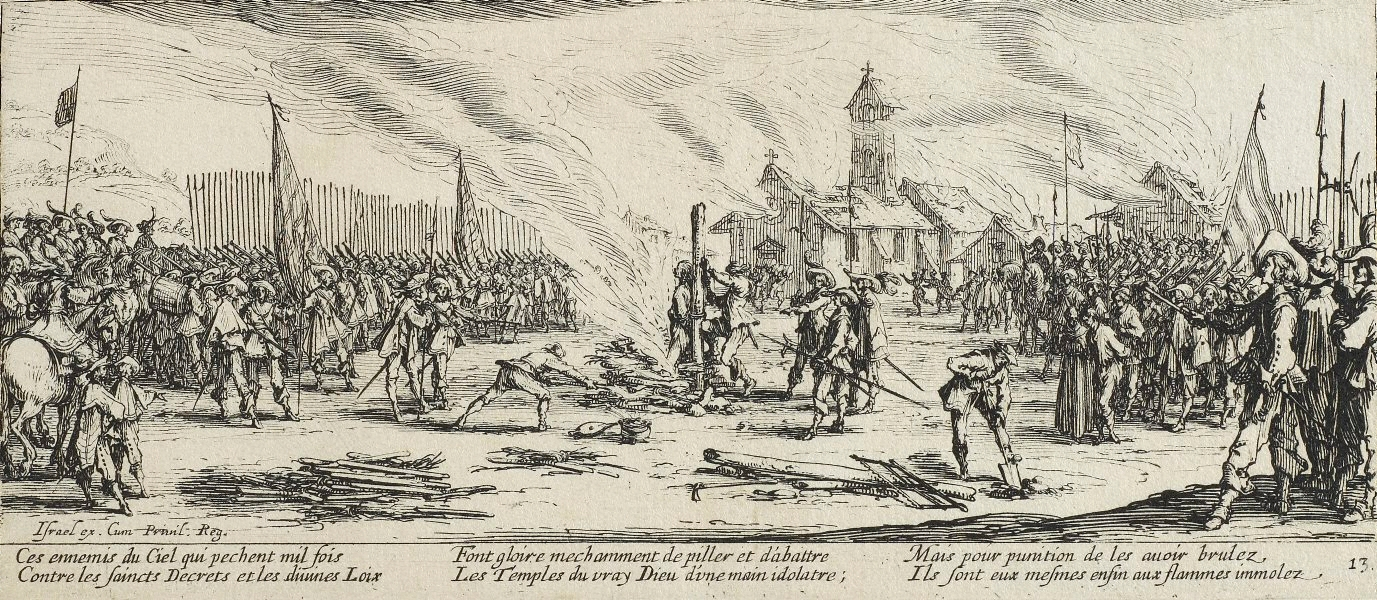
Le Bûcher - Jacques Callot - 1633.
La guerre de Trente Ans et son horreur moderne internationalise un conflit civil antérieur.

Le Westrich est durement touché par la guerre de Trente Ans et certaines zones se dépeuplent. Par exemple celle de Sarrebruck perd au moins 60 % de sa population.
- En 1635, Matthias Gallas, au service de la Ligue catholique, fondée par les Wittelsbach de Bavière et animée par le Duc de Lorraine en exil, assiège Deux-Ponts défendue par Reinhold de Rosen au service de l'Union protestante, fondée par les Wittelsbach du Palatinat et alliée à la France. La ville est rasée.
- La population de Kaiserslautern est massacrée ou chassée par les Croates du lieutenant de Gallas, Melchior von Hatzfeldt (de) deux fois, en juillet à l'aller, en novembre au retour.
- Berus, parce qu'appartenant à la Lorraine, est anéantie par les armées suédoises d'Axel Oxenstierna alliées à la France depuis le traité de Barwald dans le parti protestant. La ville ne sera reconstruite que quarante-cinq ans plus tard sept kilomètres en aval sous le nom de Sarrelouis.

- Deux ans plus tard, en 1637, on ne compte que soixante-dix survivants dans Sarrebruck détruite.

S'ensuivent épidémies de peste et famines.

### La Sarre franco-suédoise (1660-1815)
Vers 1665, Sarreck, Fénétrange, Sarrewerden, Sarralbe, Sarreguemines et Bitche sont constitués par le duc de Lorraine Charles IV en un duché de « Sareland » au bénéfice de son fils adultérin, le prince de Vaudémont, lequel duché retourna en 1707 au duc de Lorraine.
Cela n'empêche pas le Royaume de continuer sa politique d'encerclement de la Lorraine impériale. En 1677, au décours de la bataille de Consarbrück, Sarrebruck est incendié, seules huit maisons restant debout. En 1680, les troupes du maréchal de Duras investissent Deux-Ponts. Aussitôt la Sarre (comté de Sarrebruck augmenté de la région de Sarrelouis) et l'Alsace bossue (comté de Sarrewerden), en tant que temporel du diocèse de Metz, un des Trois-Évêchés, sont réunies à la France, comme l'Alsace et la Franche-Comté par ailleurs, et Sarrelouis fondée. Toute la région est occupée jusqu'au Rhin et la Sarre est confiée à un intendant, Antoine Bergeron de la Goupillière.
En 1690, malgré les protestations de l'archevêque de Trèves, cette confiscation est confirmée par le Traité de Ryswick sur le seul bailliage de Sarrelouis, possession du duc de Lorraine évincé, et l'année suivante, à la mort sans descendance de son duc, le Palatinat-Deux-Ponts, est transmis au roi de Suède allié de la France, laquelle n'évacue ses troupes et dissout l'intendance qu'en 1697.

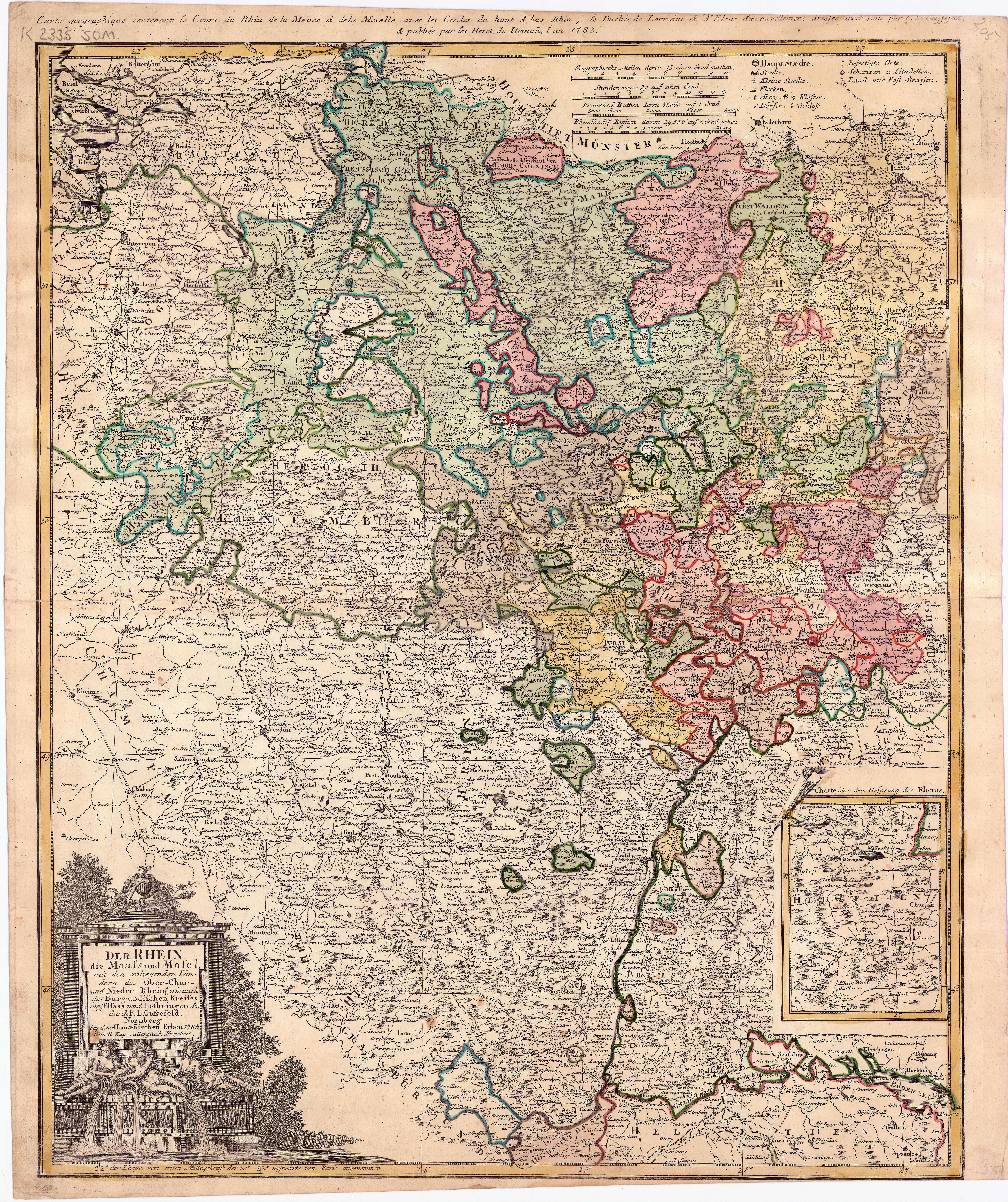
Carte de 1783 montrant le morcellement politique de l'ancien Westrich.

Entre les deux puissances étrangères, le comté de Sarrebruck, restitué aux Nassau-Ottweiler et Nassau-Sarrebruck, devient au XVIIIe siècle un pôle de développement attirant huguenots et autres réfugiés protestants, nœud de la future Sarre. Cette stabilisation, exceptionnelle depuis deux siècles, perdurera jusqu'en 1780. Elle profite également au côté lorrain du Westrich où le duc Léopold favorise les immigrants du Tyrol et de Suisse venus repeupler un pays dévasté. Certaines seigneuries de cette aire continuèrent à former des enclaves germaniques dans la Lorraine ducale et dans le royaume de France, jusqu'à la Révolution qui en évinça les princes possessionnés pour unifier le territoire national.
Le traité de Paris opère en 1815 un dernier changement de frontière en faisant basculer Sarrelouis et la vallée de la moyenne Sarre, lorraine depuis près d'un demi-millénaire, du côté prussien.

## Villes
Villes du Westrich :

### En France (département de la Moselle)
- Bitche
- Saint-Avold
- Sarreguemines
- Fénétrange
- Phalsbourg
- Réchicourt-le-Château
- Morhange
- Faulquemont
- Boulay
- Dieuze
- Sierck-les-Bains
- Sarrebourg
- Forbach
- Creutzwald

### En Allemagne  (Länder de Sarre et Rhénanie-Palatinat)
- Baumholder
- Blieskastel
- Hombourg
- Kaiserslautern
- Sarrebruck
- Saint Wendel
- Kusel
- Landstuhl
- Pirmasens
- Deux-Ponts

## Personnalités
- Nicolas de Cues
- Johannes Lichtenberger
- Franz von Sickingen
- Johann Michael Moscherosch
- Johann Fischart